# لي دورسي
لي دورسي (بالإنجليزية: Lee Dorsey)‏ هو مغني أمريكي، ولد في 24 ديسمبر 1924 في بورتلاند في الولايات المتحدة، وتوفي في 1 ديسمبر 1986 في نيو أورلينز في الولايات المتحدة بسبب نفاخ رئوي.

## وصلات خارجية
- لي دورسي على موقع IMDb (الإنجليزية)
- لي دورسي على موقع ميوزك برينز (الإنجليزية)
- لي دورسي على موقع أول ميوزيك (الإنجليزية)
- لي دورسي على موقع ديسكوغز (الإنجليزية)